# Saint-Jean-de-Savigny
Saint-Jean-de-Savigny – miejscowość i gmina we Francji, w regionie Normandia, w departamencie Manche.
Według danych na rok 1990 gminę zamieszkiwało 315 osób, a gęstość zaludnienia wynosiła 42 osoby/km² (wśród 1815 gmin Dolnej Normandii Saint-Jean-de-Savigny plasuje się na 581. miejscu pod względem liczby ludności, natomiast pod względem powierzchni na miejscu 682.).